# Vidas Separadas
Vidas Separadas  (em inglês:  Separate Tables) é um filme de drama dos Estados Unidos de 1958, realizado por Delbert Mann. 

## Resumo
Bournemoth, Inglaterra. É fora de temporada no solitário Beauregard, um hotel perto do mar, e só os hóspedes permanentes ainda lá estão.
A rotina é quebrada quando a bela Ann Shankland (Rita Hayworth) chega para ver o seu ex-marido alcoólico, John Malcolm (Burt Lancaster), que está secretamente envolvido com Pat Cooper (Wendy Hiller), que administra o hotel. Paralelamente a “fina” Sra. Railton-Bell (Gladys Cooper) descobre que o gentil major Pollock (David Niven), um militar reformado, não é quem parece ser.
Esta notícia choca os hóspedes e funcionários, mas em particular a filha dela, Sibyl (Deborah Kerr), que está apaixonada, sem assumir este sentimento, por Pollock. 

## Elenco
- Deborah Kerr (Sibyl Railton-Bell)
- Rita Hayworth (Ann Shankland)
- David Niven (Major Pollock)
- Wendy Hiller (Pat Cooper)
- Burt Lancaster (John Malcolm)
- Gladys Cooper (Sra. Railton-Bell)
- Cathleen Nesbitt (Lady Matheson)
- Felix Aylmer (Sr. Fowler)
- Rod Taylor (Charles)
- Audrey Dalton (Jean)
- May Hallatt (Srta. Meacham)
- Priscilla Morgan (Doreen)
- Hilda Plowright (Mabel)

## Prêmios e indicações
- Ganhou dois Oscars, nas categorias de:
  - Melhor Ator (David Niven)
  - Melhor Atriz Coadjuvante (Wendy Hiller)
- Recebeu ainda outras cinco indicações, nas seguintes categorias:
  - Melhor Filme
  - Melhor Atriz (Deborah Kerr)
  - Melhor Fotografia - Preto e Branco
  - Melhor Trilha Sonora
  - Melhor Roteiro Adaptado
- Ganhou o Globo de Ouro de Melhor Ator em Cinema - Drama (David Niven), além de ter sido indicado em outras quatro categorias:
  - Melhor Filme – Drama
  - Melhor Diretor
  - Melhor Atriz em Cinema - Drama (Deborah Kerr)
  - Melhor Atriz Coadjuvante em Cinema (Wendy Hiller)